# Texananus constrictus
Texananus constrictus är en insektsart som beskrevs av Crowder 1952. Texananus constrictus ingår i släktet Texananus och familjen dvärgstritar. Inga underarter finns listade i Catalogue of Life.